# Grzegorz Filipowski
Grzegorz Filipowski (Łódź, 28 luglio 1966) è un ex pattinatore artistico su ghiaccio polacco, specializzato nel singolo.

## Palmarès
| Internazionali            | Internazionali | Internazionali | Internazionali | Internazionali | Internazionali | Internazionali | Internazionali | Internazionali | Internazionali | Internazionali | Internazionali | Internazionali | Internazionali |
| Evento                    | 79–80          | 80–81          | 81–82          | 82–83          | 83–84          | 84–85          | 85–86          | 86–87          | 87–88          | 88–89          | 89–90          | 90–91          | 91–92          |
| ------------------------- | -------------- | -------------- | -------------- | -------------- | -------------- | -------------- | -------------- | -------------- | -------------- | -------------- | -------------- | -------------- | -------------- |
| Giochi olimpici invernali |                |                |                |                | 12°            |                |                |                | 5°             |                |                |                | 11°            |
| Campionati mondiali       | 15°            | 11°            | 13°            |                | 11°            | 7°             | 13°            | 5°             | 4°             | 3°             | 4°             |                | 12°            |
| Campionati europei        |                | 7°             | 9°             | 8°             | 8°             | 3°             | 5°             | 4°             | 4°             | 2°             | 4°             |                | 5°             |
| Skate America             |                |                |                |                |                |                |                | 4°             |                |                |                |                |                |
| Skate Canada              |                |                |                |                | 2°             | 2°             | 3°             | 3°             |                |                |                | 2°             |                |
| Golden Spin of Zagreb     |                |                |                |                |                | 2°             |                |                |                |                |                |                |                |
| St. Ivel International    |                |                |                |                |                | 3°             | 2°             |                |                |                | 2°             |                |                |
| Int. de Paris             |                |                |                |                |                |                |                |                |                | 2°             | 2°             |                | 6°             |
| NHK Trophy                |                |                | 4°             | 3°             |                |                |                |                |                |                |                | 2°             | 1°             |
| Goodwill Games            |                |                |                |                |                |                |                |                |                |                |                | 8°             |                |
| Nazionali                 |                |                |                |                |                |                |                |                |                |                |                |                |                |
| Campionati polacchi       |                | 1°             | 1°             | 1°             | 1°             | 1°             | 1°             |                |                |                |                |                |                |